# The Sign of Four (1932)
The Sign of Four é um filme policial produzido no Reino Unido e lançado em 1932.